# Edifici a la muralla Sant Antoni, 109 (Valls)
L'Edifici a la muralla Sant Antoni, 109 és una obra eclèctica de Valls (Alt Camp) protegida com a Bé Cultural d'Interès Local.

## Descripció
Edifici entre mitgeres situat al carrer Muralla de Sant Antoni. Consta de quatre altures, planta baixa, entresòl i dos pisos. Presenta la simetria característica de les construccions del XIX, mitjançant la distribució dels vans. La façana es divideix horitzontalment entre l'entresòl i el primer pis, hi ha una diferència estilística marcada per la utilització dels materials i elements decoratius. La part superior es caracteritza per la utilització del maó i l'emmarcament de les finestres amb esgrafiats vegetals i cornises motllurades en els dintells. Destaquen les volades de pedra amb tancament de baranes de ferro treballades que hi ha a tota la façana.